# 1985 en Nouvelle-Calédonie
- 1960
- 1970
- années 1980
  - 1980
  - 1981
  - 1982
  - 1983
  - 1984
  - 1985
  - 1986
  - 1987
  - 1988
  - 1989
- 1990
- 2000
- 2010
- 2020

Cet article présente les faits marquants de l'année 1985 en Nouvelle-Calédonie.

## Événements

### Janvier
- 7 janvier : Edgard Pisani propose un plan visant à organiser en juillet un référendum qui donnerait le choix entre le maintien dans la République française ou la création d'un État indépendant associé à la France.
- 11 janvier : Yves Tual, jeune de 17 ans, est tué par des militants indépendantistes sur la propriété de ses parents près de Thio. Cette mort entraîne de violentes émeutes anti-indépendantistes à Nouméa dans la nuit du 11 au 12 janvier. Les commerces de personnalités indépendantistes dans la capitale sont pris d'assauts[pas clair], incendiés ou pillés : la pharmacie générale (appartenant à Maurice Lenormand), la station service d'André Dang, entre autres. Les manifestants loyalistes convergent vers le Haut-commissariat. Le bilan se dresse à 48 blessés et 51 interpellations.
- 12 janvier : mort du leader indépendantiste radical Éloi Machoro, tué d'une balle dans la poitrine par un membre du GIGN avec un autre militant indépendantiste, Marcel Nonnaro, dans une ferme de La Foa qu'ils occupaient. Le même jour, le Haut Commissaire de la République, institué par l'article 119 de la loi du 6 septembre 1984 déclare l'état d'urgence et le couvre-feu est installé en Nouvelle-Calédonie.
- 14 janvier : un décret du Premier Ministre, Laurent Fabius, confère au Haut-Commissaire de la République, Edgard Pisani, les pouvoirs extraordinaires qu'il exercera durant l'état d'urgence, en application de la loi du 3 avril 1955 qui fixe le régime de l'état d'urgence.
- 19 janvier : lors d'une visite éclair de 24 heures sur le territoire, le président de la République François Mitterrand annonce l'élaboration prochaine par le gouvernement d'un nouveau statut pour le Territoire. Plus de 30 000 personnes manifestent à Nouméa pour la Nouvelle-Calédonie française.
- 23 janvier : le Parlement est convoqué en session extraordinaire par le Gouvernement pour voter une loi de prorogation de l'état d'urgence jusqu'au 30 juin 1985.
- 24 janvier : la loi prolongeant l'état d'urgence est adopté par l'Assemblée nationale et le Sénat en première lecture, aucun des termes du projet soumis par le Gouvernement n'est modifié.
- 25 janvier : la loi prolongeant l'état d'urgence est déférée par l'opposition au Conseil constitutionnel, avant sa promulgation, en application de l'article 61 de la Constitution de 1958 pour qu'il en contrôle la conformité à la Constitution. La loi est déclarée conforme et promulguée le jour même. Dick Ukeiwé, au nom de l'exécutif local et du RPCR, oppose au projet d'indépendance-association d'Edgard Pisani l'idée d'un statut de type fédéral.

### Février
- 9 février : le FLNKS se prononce contre le projet Pisani de référendum et d'indépendance-association lors de son congrès de Nakéty. Ce Congrès structure également l'action indépendantiste : les pouvoirs du bureau politique du FLNKS sont renforcés, il décide que les instances de base du Front sont les comités de lutte unitaires installés dans chaque commune afin d'organiser les actions sur le terrain et les occupations de terre tout en désignant les 37 députés de la Convention nationale, véritable « Parlement » indépendantiste chargé d'élire le gouvernement provisoire de Kanaky et d'adopter son budget. Appelant sinon au boycott de l'« école coloniale », des Écoles populaires kanak, offrant des enseignements en langues vernaculaires, sont créées dans les zones contrôlées par le FLNKS. Le boycott est levé en mai, avec un libre choix des parents, tandis que l'on compte 56 EPK dans 8 communes comptant 230 animateurs scolarisés et 1 500 à 2 000 enfants Kanaks scolarisés (soit environ 15 % du total).
- 26 février : nouvelle manifestation anti-indépendantiste à Nouméa : « défilé de la liberté » au cours duquel 35 000 personnes marchent contre le couvre-feu et l'état d'urgence.

### Mai
- 8 mai : émeutes anti-indépendantistes à Nouméa.Un jeune kanak Célestin Zongo est tué par balles, une centaine de personnes sont blessées[1].
- mars-décembre : apogée des violences : des affrontements se succèdent jours et nuits sur l'ensemble du Territoire dans un climat de quasi guerre civile, avec assassinats, incendies, grèves, manifestations, barrages, plasticages, sabotages, arrestations et opérations militaires.
- 21 mai : Edgard Pisani, ministre chargé de la Nouvelle-Calédonie dans le gouvernement socialiste de Laurent Fabius, avec pour mission de préparer un nouveau statut pour le Territoire.
- 31 mai : l'Assemblée territoriale vote à son tour contre le projet de référendum et d'indépendance-association proposé par Edgard Pisani en janvier.

### Juin
- 14 juin : le couvre-feu est levé.
- 30 juin : l'état d'urgence prend fin.

### Août
- 23 août : « Statut Fabius-Pisani » qui accorde plus d'autonomie à la Nouvelle-Calédonie. Création de 4 Régions (Nord, Centre, Sud et Îles) disposant chacune d'un conseil élu au suffrage universel à la proportionnelle de liste, la réunion de ces 4 conseils formant le Congrès du Territoire qui remplace l'Assemblée territoriale de Nouvelle-Calédonie. L'exécutif appartient toujours au Haut-commissaire toutefois secondé par un Conseil exécutif dirigé par le président du Congrès et composé des 4 présidents de Région. Il est créé également dans chaque région un conseil consultatif coutumier, dont la réunion forme le conseil coutumier territorial.

### Septembre
- 24 septembre : en visite sur le territoire, le président du RPR et chef de l'opposition Jacques Chirac organise un meeting « bleu, blanc, rouge » devant plus de 7 000 personnes sur la Place des Cocotiers : tout en critiquant le projet d'indépendance-association (système « profondément malhonnête et indigne »), il se prononce en faveur d’un référendum d'autodétermination et de la mise en place d'une aide exceptionnelle pour favoriser le développement du territoire (programme d’équipements collectifs et création d’un centre urbain sur la Côte est). En réponse aux indépendantistes, il déclare : « Vous êtes chez vous mais nous sommes aussi chez nous car nous avons tous ici notre place dans un destin commun : Mélanésiens, Caldoches venus de la vieille Europe mais aussi Wallisiens, Tahitiens ou Asiatiques. Oui, nous sommes chez nous car nous sommes en France ! ».
- 29 septembre : premières et seules élections territoriales du statut Fabius-Pisani. Le FLNKS, contrairement à 1984, y participe. Le RPCR remporte une seule région, celle du Sud (présidée par Jean Lèques puis Pierre Frogier), mais obtient la majorité au Congrès ainsi que la présidence de cette assemblée et donc du Conseil exécutif (en la personne de Dick Ukeiwé). Le FLNKS quant à lui remporte les 3 autres Régions (Jean-Marie Tjibaou dans le Nord, Léopold Jorédié dans le Centre et Yeiwéné Yeiwéné dans les Îles Loyauté).

### Novembre
- 15 novembre : démission d'Edgard Pisani du gouvernement socialiste de Laurent Fabius, il n'est pas remplacé.
- 18 novembre : Roger Laroque, maire de Nouméa depuis 1953 et l'un des membres fondateurs du RPCR, décède. Son 1er adjoint, Jean Lèques, assure l'intérim en attendant l'élection d'un nouveau maire.